# 岡山区

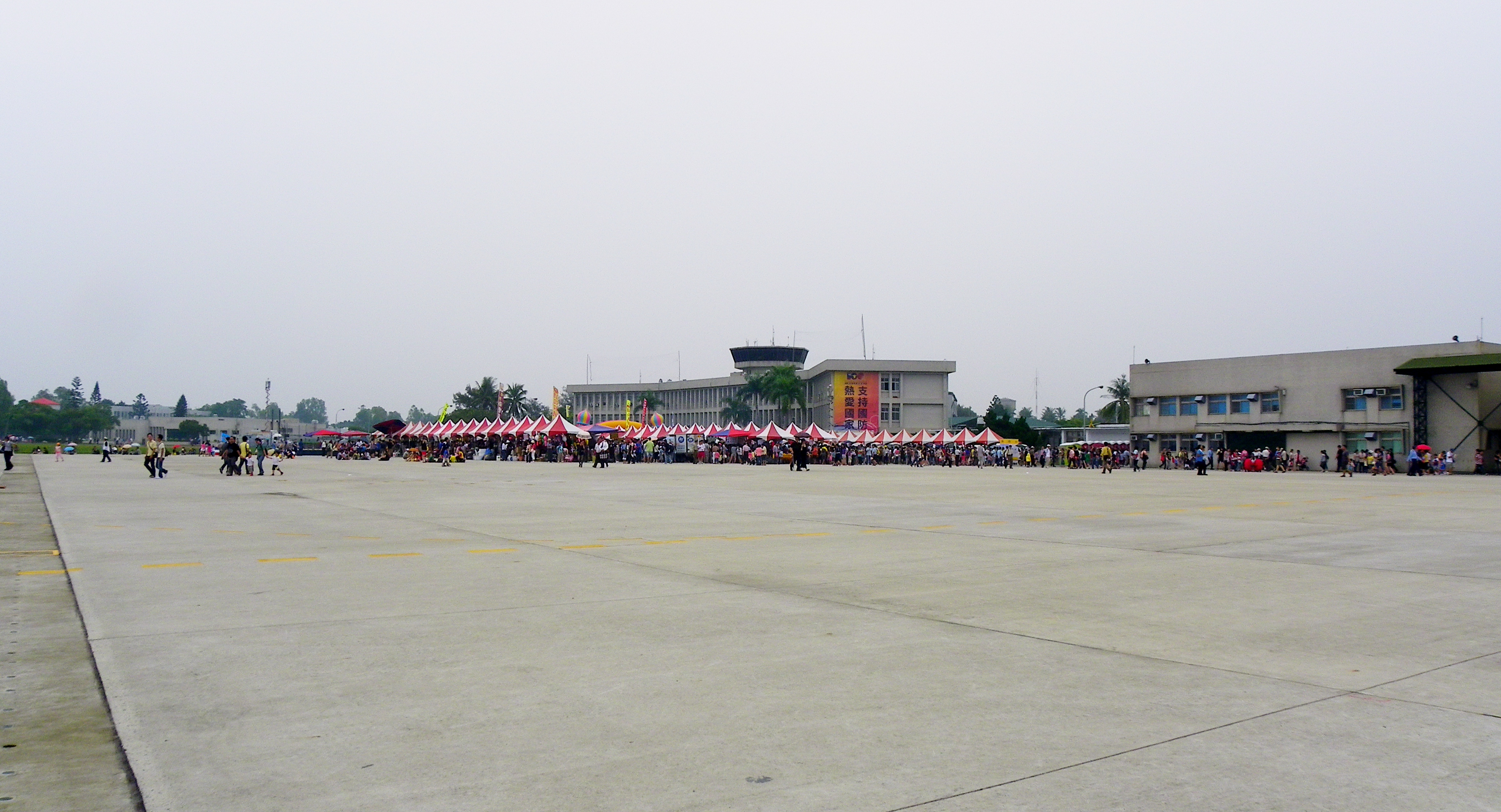
中華民国空軍岡山基地

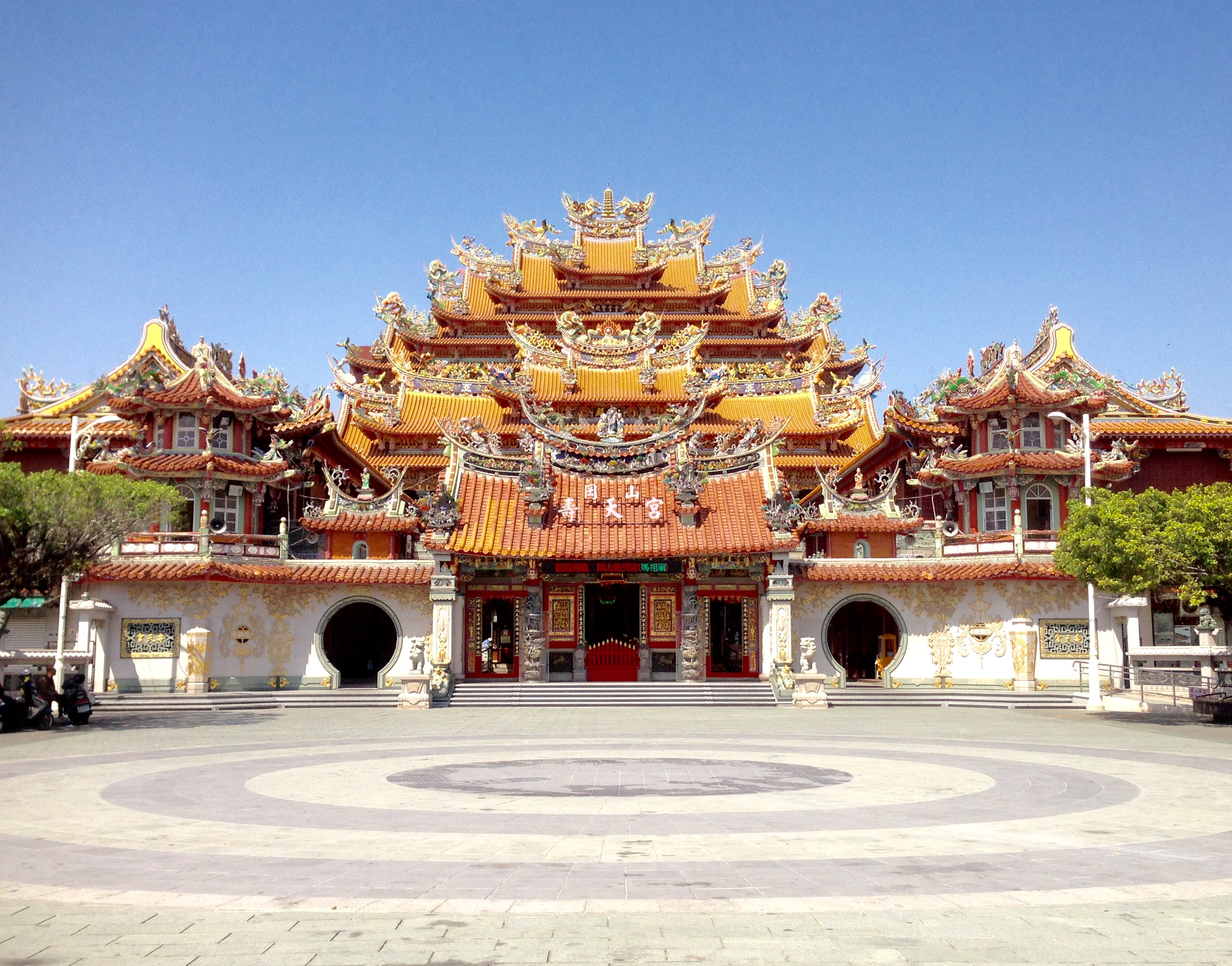
岡山寿天宮

岡山区（ガンシャン/おかやま-く）は高雄市に位置する市轄区。羊肉・蜂蜜・豆板醤が特産品である。

## 地理
岡山区は高雄市西部に位置し、北は路竹区、阿蓮区と、東は燕巣区、田寮区と、西は永安区、弥陀区と、南は橋頭区、梓官区とそれぞれ接している。鎮内は珊瑚礁の残丘である大岡山と小岡山を除き平坦な地勢であり、東部は阿公店渓の水源となっている。年間平均気温は23～25℃、年間平均降水量は1500mmとなっている。

## 歴史
岡山の旧名は「竿蓁林」であり、古くは茅草竿（蓁仔）が群生してことから命名された。また伝承に康熙年間に一人の老人が阿公店渓の畔に店を構え、雑貨を商うと共に旅人に食事や宿泊を提供するようになった。その店を中心に集落が形成されたとあり、これにより「阿公店」とも称されるようになった。
日本統治時代の1920年の台湾地方制度改制の際、付近の大崗山、小崗山を地標とし「岡山」（おかやま）と改称された。当初は「岡山庄」として高雄州岡山郡が管轄し、その後の人口増加により「岡山街」に昇格した。日本軍の高雄海軍航空隊が置かれたため、太平洋戦争期間はアメリカ軍の空襲を受けている。台湾の中華民国への編入後は高雄県岡山鎮に改編、2010年12月25日に高雄市が高雄県を編入したことに伴い岡山区となった。

## 行政区
| 里 |
| --- |
| 潭底里、嘉峰里、嘉興里、華崗里、三和里、大荘里、為随里、前峰里、岡山里、本洲里、湾裡里、竹囲里、協和里、石潭里、福興里、後協里、協栄里、白米里、劉厝里、忠孝里、仁義里、和平里、信義里、寿峰里、大遼里、碧紅里、後紅里、平安里、維仁里、台上里、寿天里、仁寿里、程香里 |

## 歴代区長
| 区分 | 代 | 氏名 | 着任日/退任日 |
| ---- | -- | ---- | ------------- |

## 教育

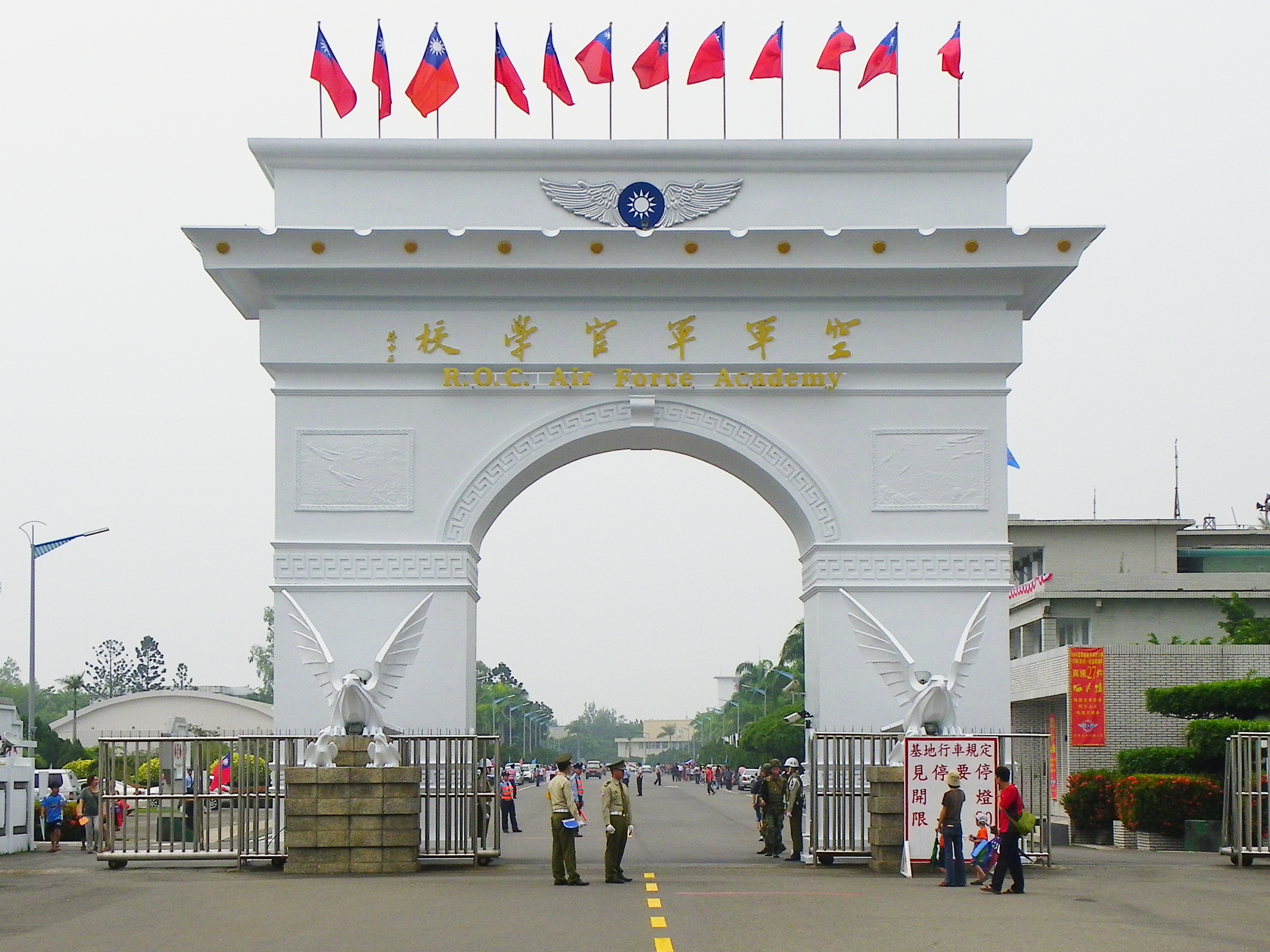
中華民国空軍軍官学校

### 高級中学
- 国立岡山高級中学

### 高級職業学校
- 国立岡山高級農工職業学校

### 国民中学
- 高雄市立岡山国民中学
- 高雄市立前峰国民中学
- 高雄市立嘉興国民中学

### 国民小学
| - 高雄市岡山区岡山国民小学 - 高雄市岡山区前峰国民小学 - 高雄市岡山区兆湘国民小学 | - 高雄市岡山区後紅国民小学 - 高雄市岡山区嘉興国民小学 - 高雄市岡山区竹囲国民小学 | - 高雄市岡山区和平国民小学 - 高雄市岡山区寿天国民小学 |

### 軍事学校
- 空軍軍官学校
- 空軍航空技術学院

## 交通
| 種別           | 路線名称    | その他             |
| -------------- | ----------- | ------------------ |
| 台湾鉄路管理局 | 縦貫線      | 岡山駅             |
| 捷運           | 高雄捷運    | 岡山駅、岡山高医駅 |
| 市バス         | 高雄客運    | 岡山站             |
| 高速バス       | 和欣客運    | 岡山站             |
| 高速バス       | 統聯客運    | 岡山站             |
| 高速道路       | 高速道路1号 | 岡山IC             |
| 省道           | 台1線       |                    |
| 省道           | 台19甲線    |                    |
| 市道           | 市道186号   |                    |

## 観光

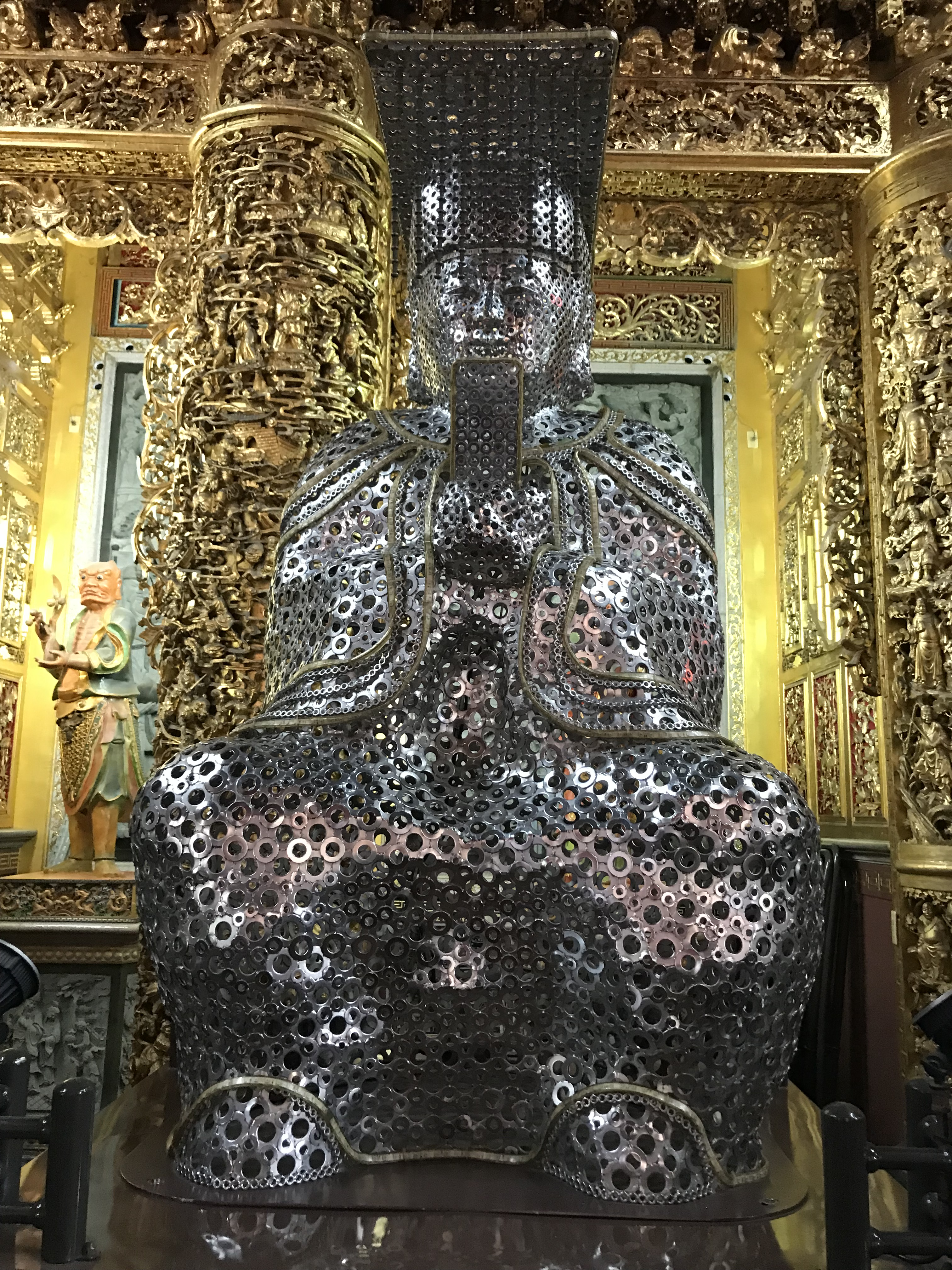
岡山寿天宮ねじ媽祖

- 岡山寿天宮（中国語版）
- 岡山区中山公園（旧岡山神社）
- 岡山区二二八和平紀念公園
- 空軍軍史館
- 高雄市皮影戯館（中国語版）
- 岡山老街（中国語版）
- 河堤公園
- 岡山給水塔（中国語版）
- 岡山醒村（中国語版）